# 3519 Ambiorix
3519 Ambiorix је астероид главног астероидног појаса са средњом удаљеношћу од Сунца која износи 2,170 астрономских јединица (АЈ).
Апсолутна магнитуда астероида је 13,1.